# جيسي دانيلز
جيسي دانيلز (بالإنجليزية: Jessie Daniels)‏ هي كاتبة أغاني أمريكية، ولدت في 2 أغسطس 1987 في نيويورك في الولايات المتحدة.

## وصلات خارجية
- الموقع الرسمي
- جيسي دانيلز على موقع ميوزك برينز (الإنجليزية)